# Alberto Schiavon
Alberto Schiavon (ur. 2 kwietnia 1978 w Rovereto) – włoski snowboardzista. Jego najlepszym wynikiem olimpijskim jest 21. miejsce w snowcrossie na igrzyskach w Vanocuver. Na mistrzostwach świata najlepszy wynik uzyskał na mistrzostwach w La Molina, gdzie zajął 6. miejsce w snowcrossie. Najlepsze wyniki w Pucharze Świata osiągnął w sezonie 2009/2010, kiedy to zajął 28. miejsce w klasyfikacji generalnej, a w klasyfikacji snowcrossu był ósmy.

## Sukcesy

### Igrzyska olimpijskie
| Miejsce | Dzień     | Rok  | Miejscowość | Konkurencja    | Zwycięzca    |
| ------- | --------- | ---- | ----------- | -------------- | ------------ |
| 26.     | 14 lutego | 2006 | Turyn       | Snowboardcross | Seth Wescott |
| 21.     | 15 lutego | 2010 | Vancouver   | Snowboardcross | Seth Wescott |

### Mistrzostwa Świata
| Miejsce | Dzień       | Rok  | Miejscowość | Konkurencja    | Zwycięzca        |
| ------- | ----------- | ---- | ----------- | -------------- | ---------------- |
| 7.      | 16 stycznia | 2005 | Whistler    | Snowboardcross | Seth Wescott     |
| 29.     | 14 stycznia | 2007 | Arosa       | Snowboardcross | Xavier de Le Rue |
| 6.      | 18 stycznia | 2011 | La Molina   | Snowboardcross | Alex Pullin      |

### Puchar Świata

#### Miejsca w klasyfikacji generalnej
- 1999/2000 - -
- 2002/2003 - -
- 2003/2004 - -
- 2004/2005 - -
- 2005/2006 - 46.
- 2006/2007 - 95.
- 2007/2008 - 120.
- 2008/2009 - 64.
- 2009/2010 - 28.
- 2010/2011 -

#### Zwycięstwa w zawodach
1. Whistler – 8 grudnia 2005 (Snowcross)
2. Valmalenco – 18 marca 2011 (Snowcross)

#### Miejsca na podium
1. Mount Bachelor – 6 marca 2004 (Snowcross) - 3. miejsce